# After Party
Pour les articles homonymes, voir Afterparty.
After Party est un groupe polonais de disco polo, folk, techno et dance,,,. Le leader du groupe est Patryk Pegza, et la fonction de DJ est assurée par Mariusz Pawlak, connu sous le nom de DJ Pawlo.

## Discographie

### Albums studio
- 2013 : Tylko ona jedyna
- 2014 : Nie daj życiu się

### Singles
- 2012 : Bujaj się
- 2012 : Ile razy można kochać
- 2012 : Jesteś moim przeznaczeniem
- 2013 : Gotuję cały się
- 2013 : Tylko ona jedyna
- 2013 : Wakacyjna love (wpadka)
- 2014 : Bananowa Agnieszka
- 2014 : Kocham Cię
- 2014 : Nie daj życiu się
- 2015 : Nie będę pracował będę imprezował
- 2015 : Przez Ciebie mam w brzuchu motyle
- 2015 : Ślimak pokaż rogi
- 2016 : Moja wyjątkowa
- 2016 : Ona lubi pomarańcze
- 2016 : Ona lubi pomarańcze
- 2017 : Dzisiaj Ty jutro Ja
- 2017 : Wciąż na Ciebie czekam
- 2018 : Bo w końcu musi być dobrze
- 2018 : Zawsze moja wina
- 2019 : Aby nam się dobrze żyło
- 2019 : Tylko w Twoich dłoniach
- 2019 : Zagubieni (Red Queen)
- 2020 : Na tych samych falach nadajemy
- 2020 : Dam jej biały welon i obrączki dwie
- 2020 : Na razie się bajerujemy (Kto się czubi ten się lubi)
- 2021 : Dajmy sobie szanse jeszcze raz[4]
- 2021 : Kochanie powrotów nie ma (CamaSutra)[5]
- 2022 : Niech nam zazdrości cały świat[6]
- 2022 : Na parkiecie będziesz wywijała[7]